# Bez důkazů
Bez důkazů (v anglickém originále Without Evidence) je americký filmový thriller z roku 1995. Režisérem filmu je Gill Dennis. Hlavní role ve filmu ztvárnili Scott Plank, Anna Gunn, Andrew Prine, Angelina Jolie a Paul Perri.

## Obsazení
| Scott Plank       | Kevin Francke    |
| Anna Gunn         | Liz Godlove      |
| Andrew Prine      | John Nelson      |
| Angelina Jolie    | Jodie Swearingen |
| Paul Perri        | Unsoeld          |
| Ernie Garrett     | Michael Francke  |
| Kristen Peckinpah | Katie Francke    |
| Allen Nause       | Dale Penn        |